# Phon Hong
Phon Hong is de hoofdstad van de provincie Vientiane in Laos. Dit is een plaatsje van ongeveer 11.500 inwoners dat ligt aan de belangrijke Route 13 tussen de steden Vientiane en Luang Prabang. Het ligt ongeveer 55 kilometer ten noorden van Vientiane. Vanuit deze plaats is er ook een weg die naar het Ang Nam Ngum stuwmeer leidt.

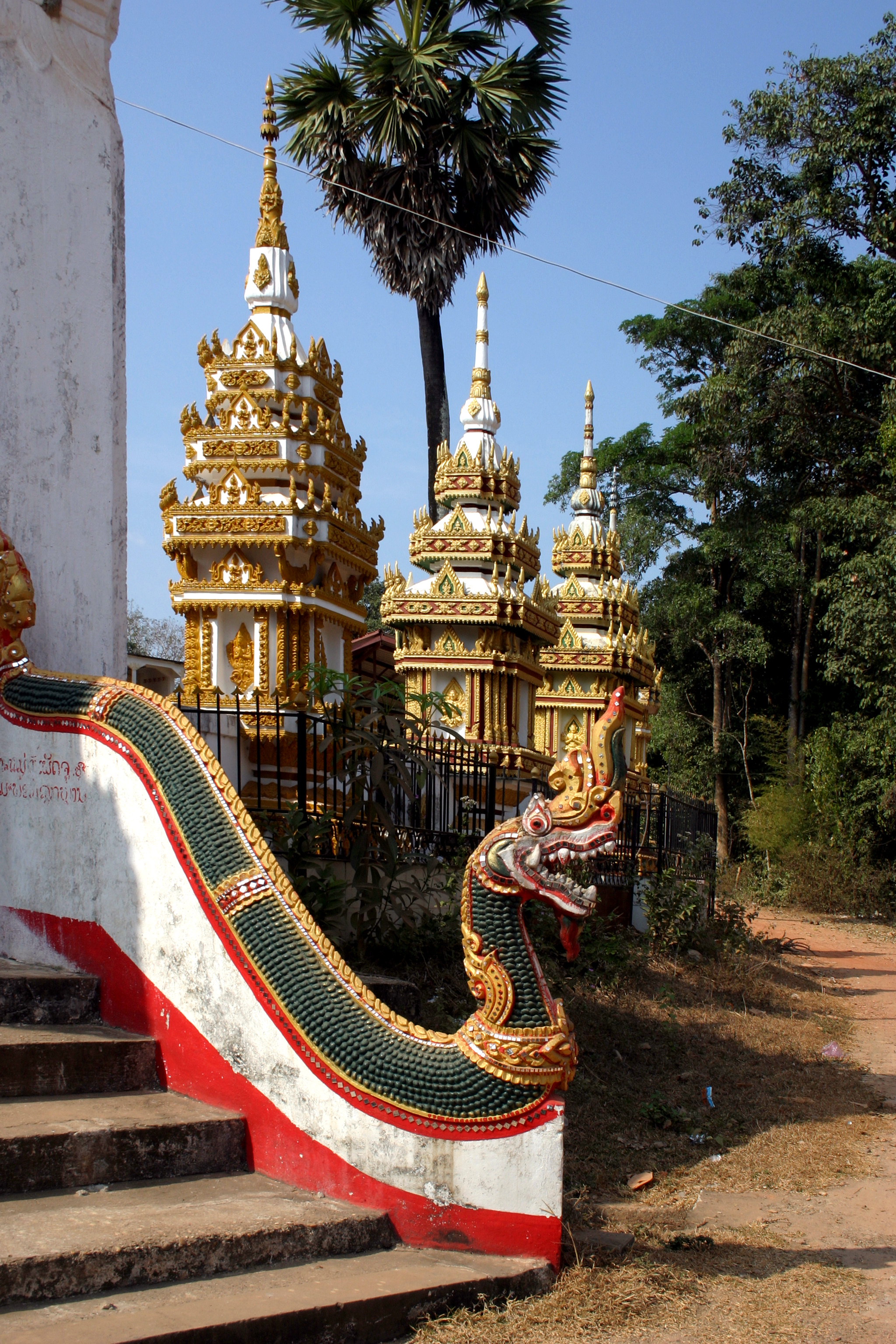
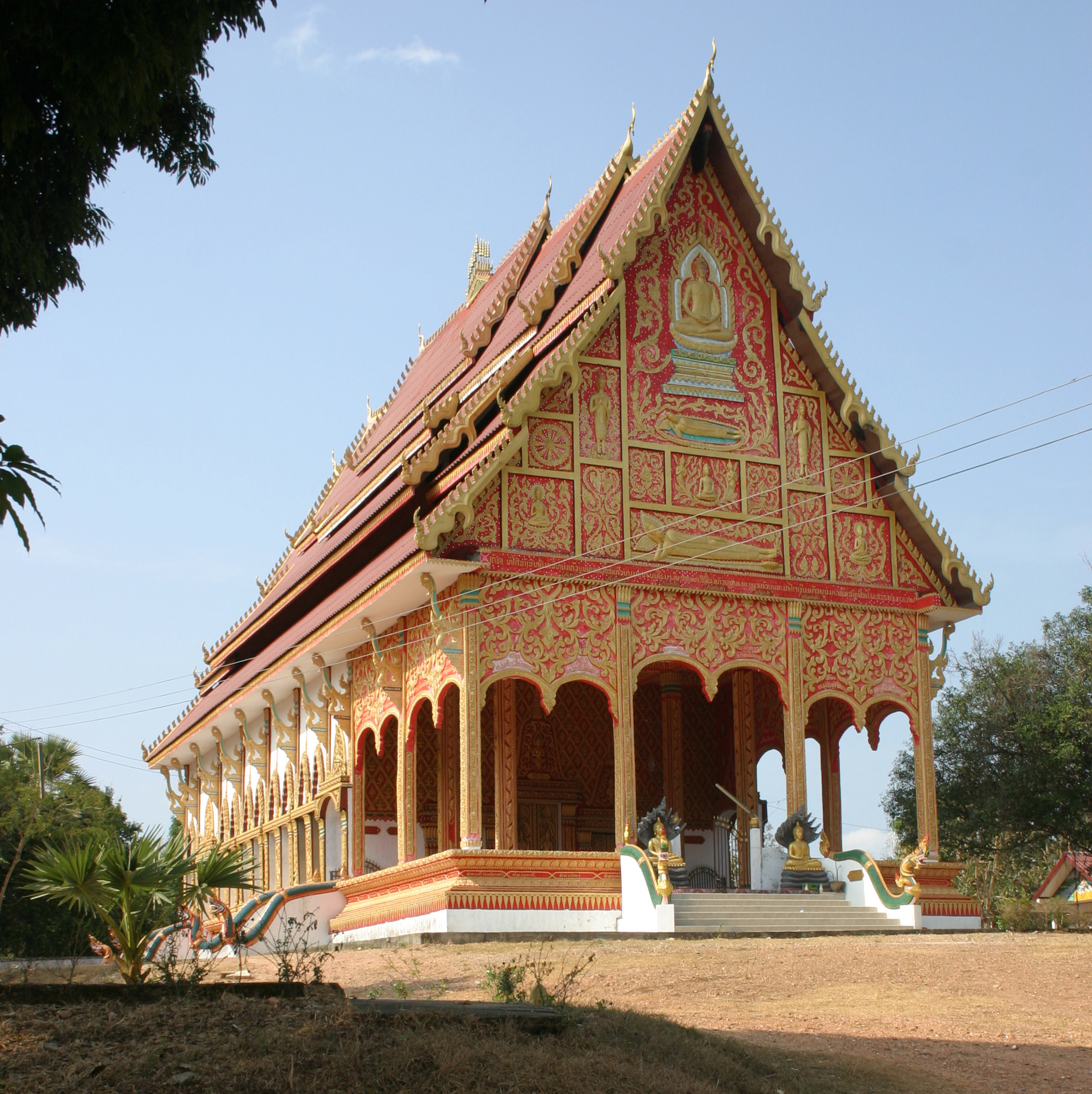
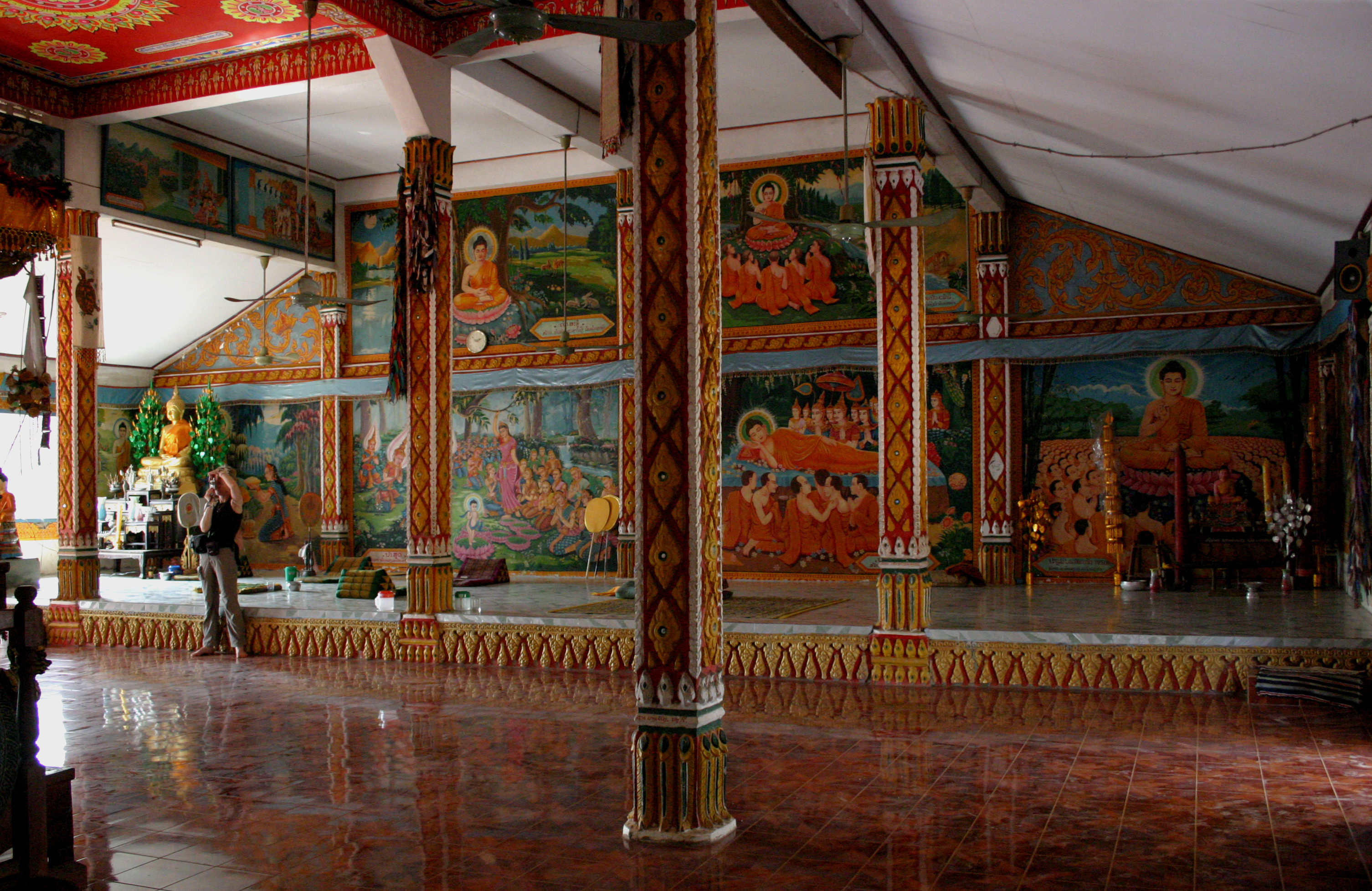
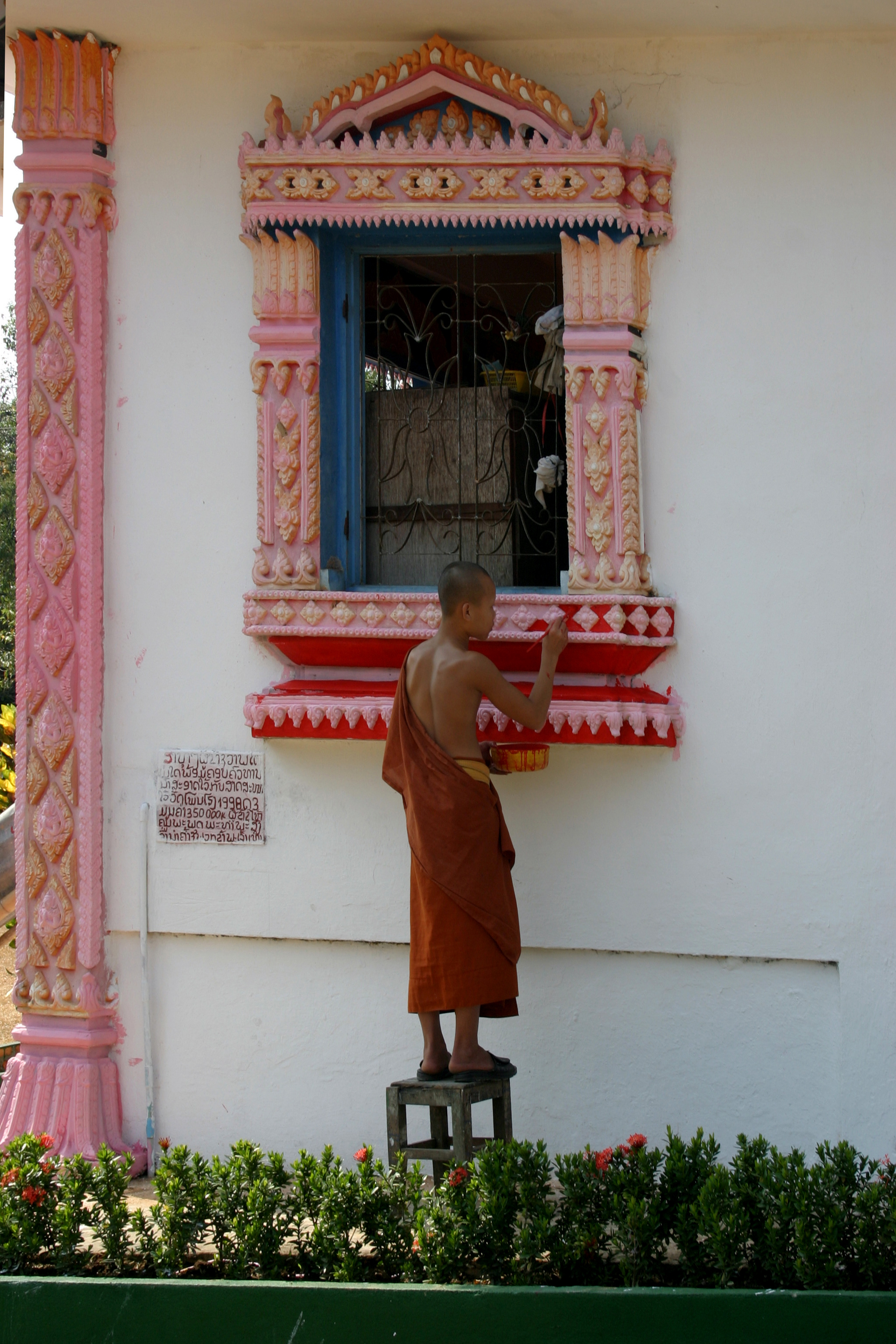
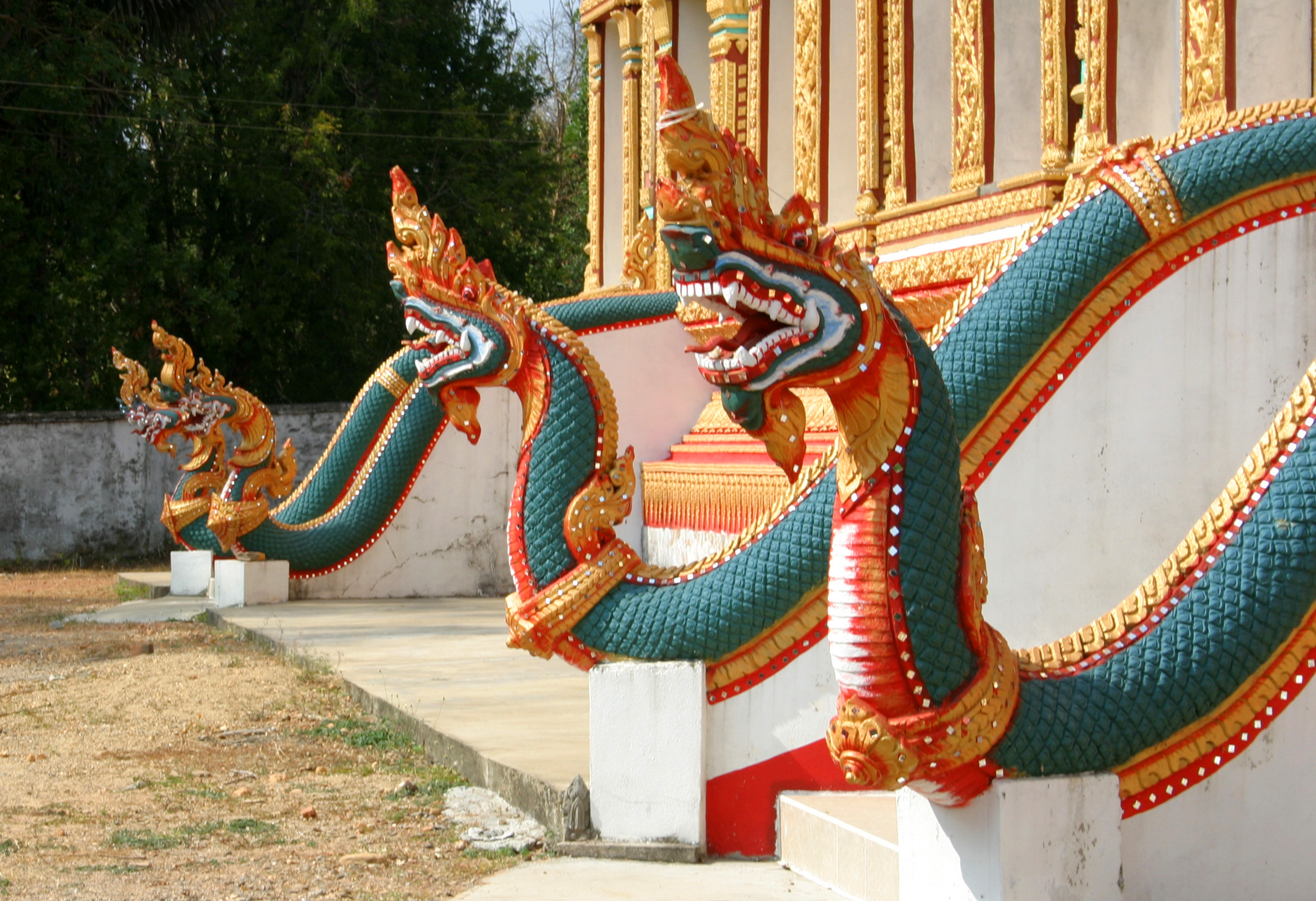
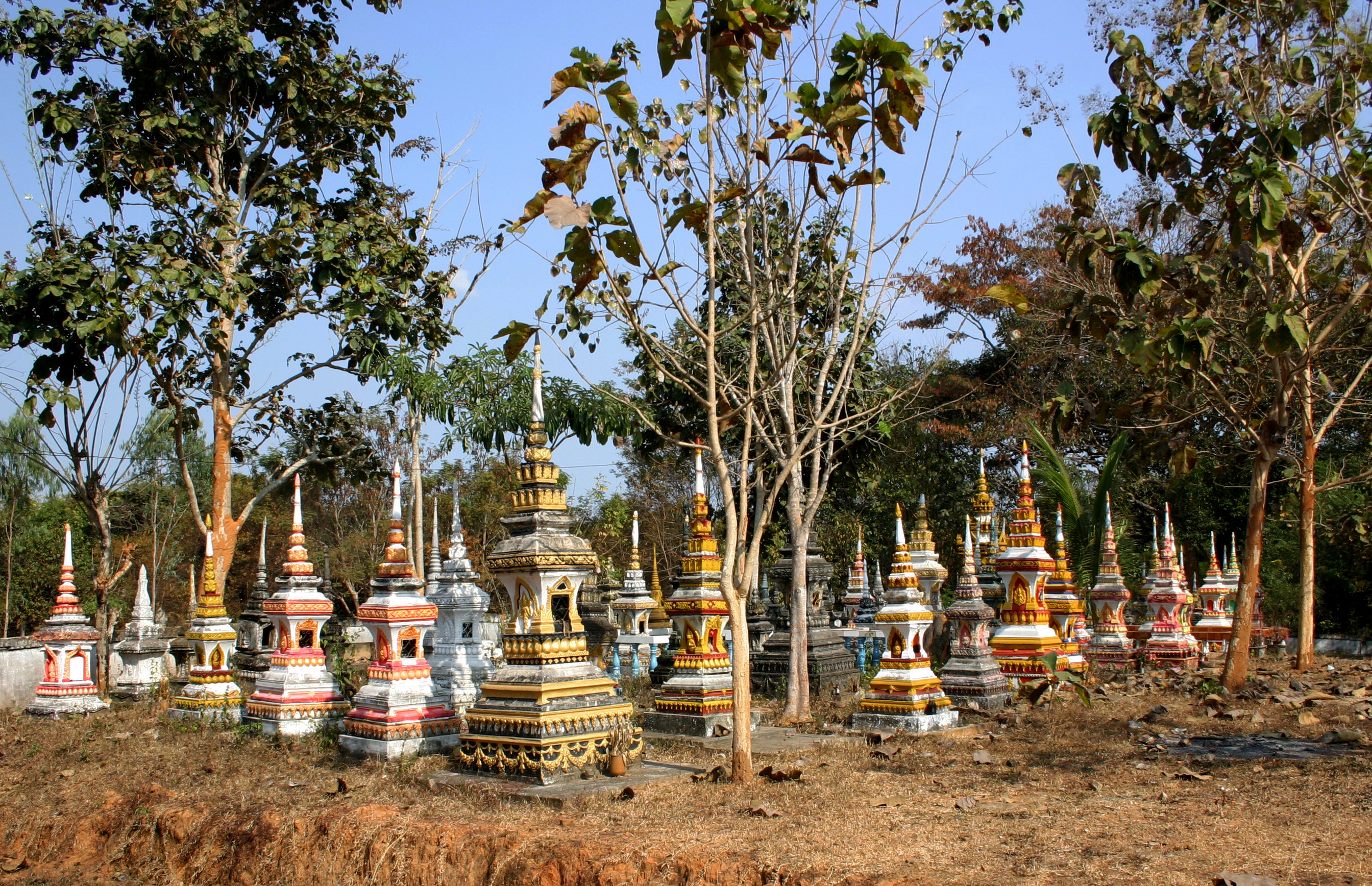
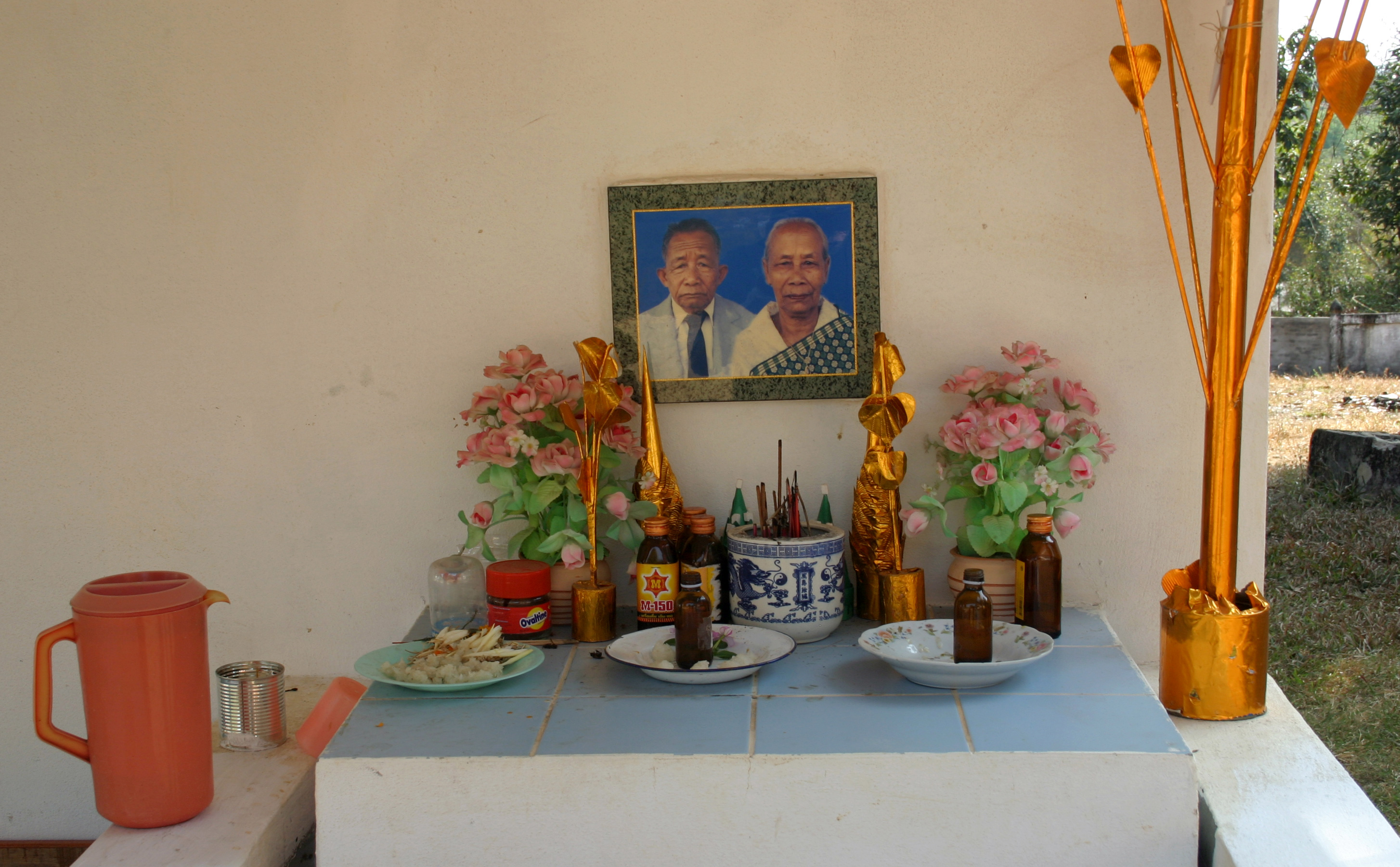
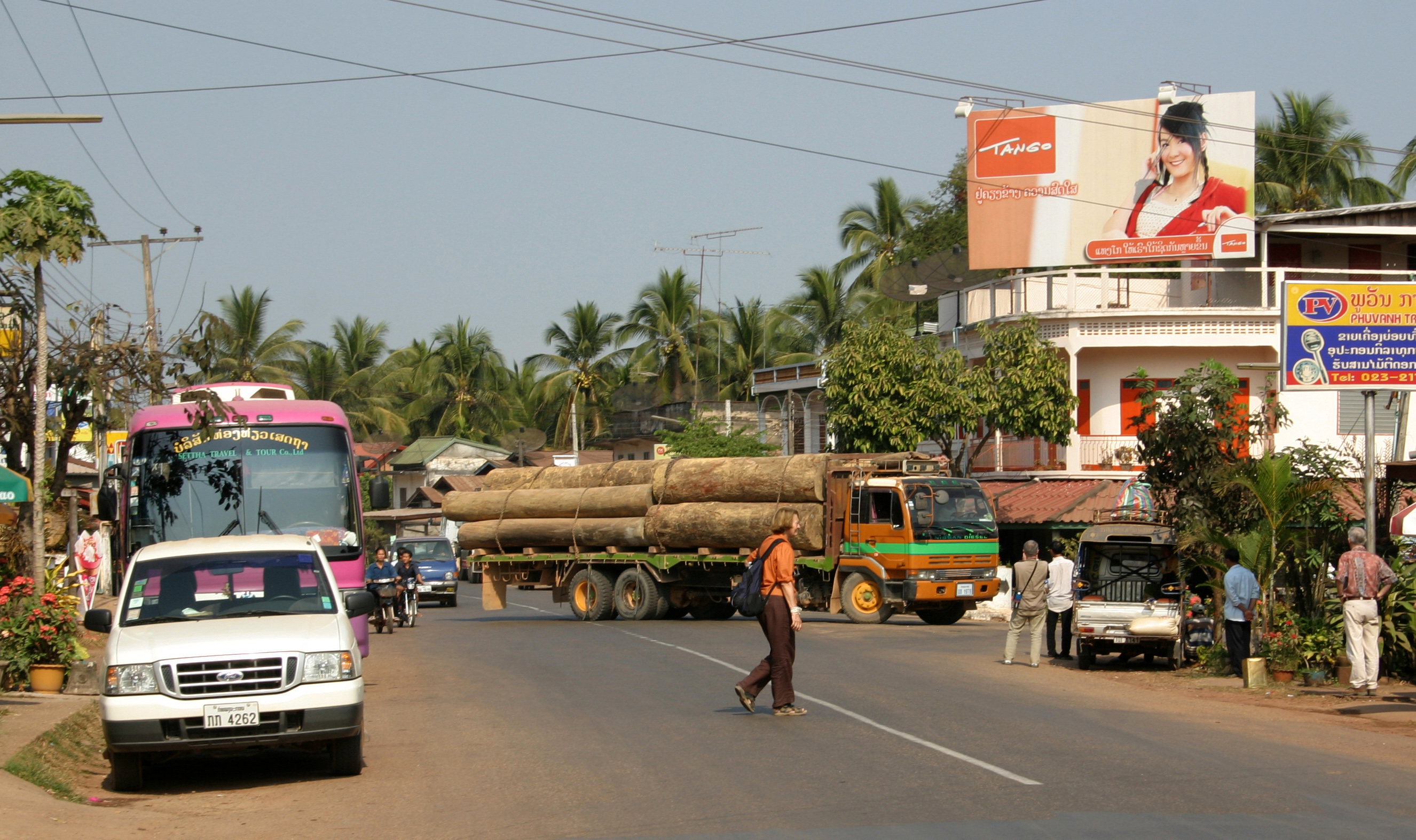